# موچسب (سرده)
موچسب (نام علمی: Parthenocissus) نام یک سرده از تیره انگوریان است.